# Detern
Detern is een gemeente in het Landkreis Leer van de Duitse deelstaat Nedersaksen. Detern telt 2.759 inwoners. Op bestuurlijk gebied wordt samengewerkt via de Samtgemeinde Jümme.

## Geografie
De gemeente ligt in de regio Oost-Friesland. op ongeveer 70 kilometer van de grens met Nederland en op circa 50 kilometer van de Noordzeekust. De rivier de Jümme stroomt door de gemeente. De gemeente bestaat grotendeels uit laaggelegen polderland, o.a. de Jümmiger Hammrich, dat bij de boeren van de dorpen als weiland in gebruik is.

## Bestuurlijke indeling
Op bestuurlijk gebied wordt samengewerkt binnen de Samtgemeinde Jümme met de buurgemeenten Filsum en Nortmoor.
De gemeente bestaat uit de volgende dorpen en gehuchten:
- Amdorf, 10 km ten westen van Detern
- Detern
- Neuburg, 3 km ten oosten van Amdorf
- Stickhausen, direct ten westen van Detern
- Velde

## Infrastructuur
Amdorf wordt omgeven door de rivieren de Leda aan de zuidkant en de Jümme aan de noordkant. Bij Amdorf ligt een brug over de Leda die als smalste autobrug van Duitsland geldt. Er geldt eenrichtingsverkeer. Verkeersregeling geschiedt met behulp van stoplichten.

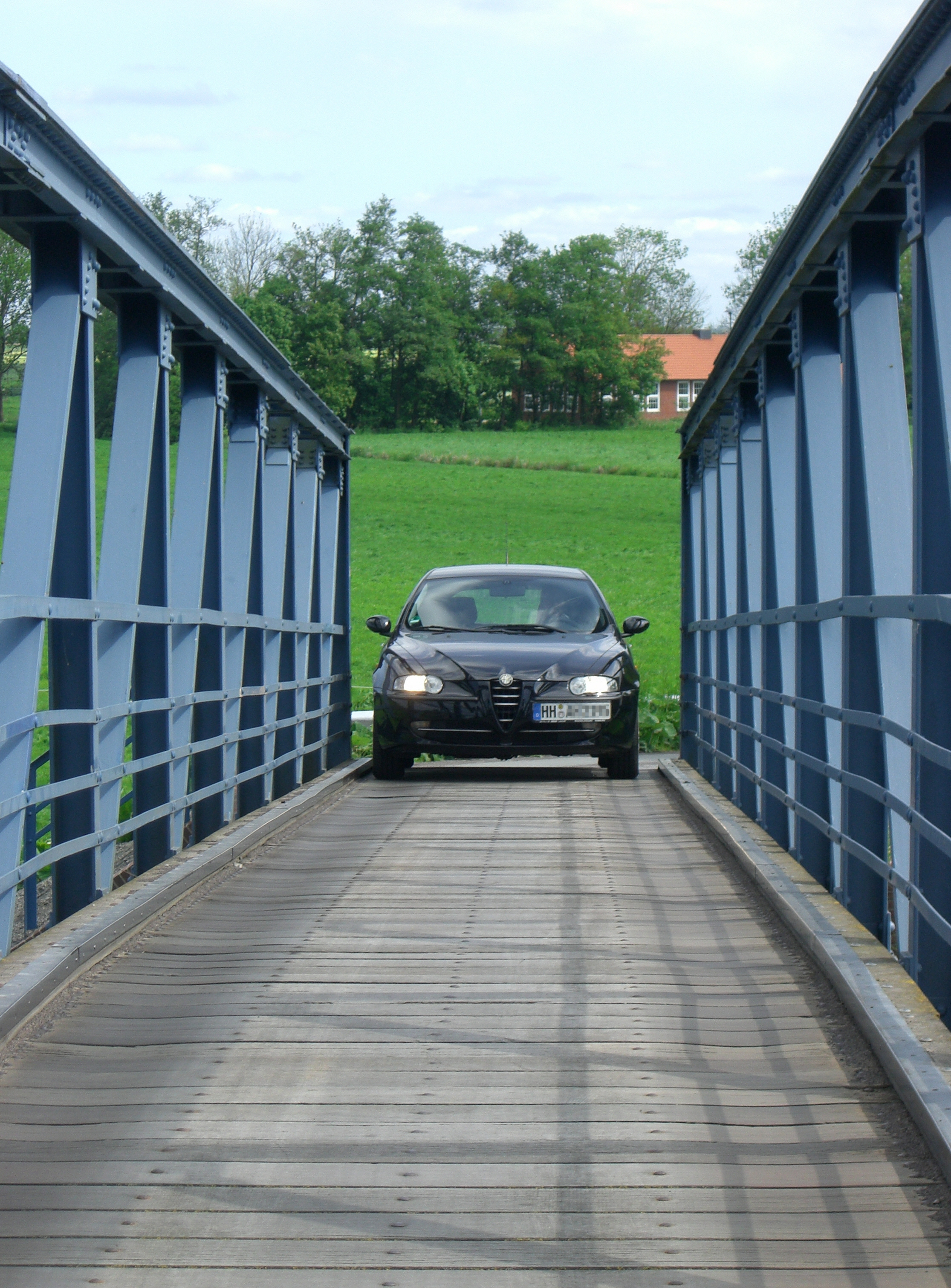
brug over de Leda
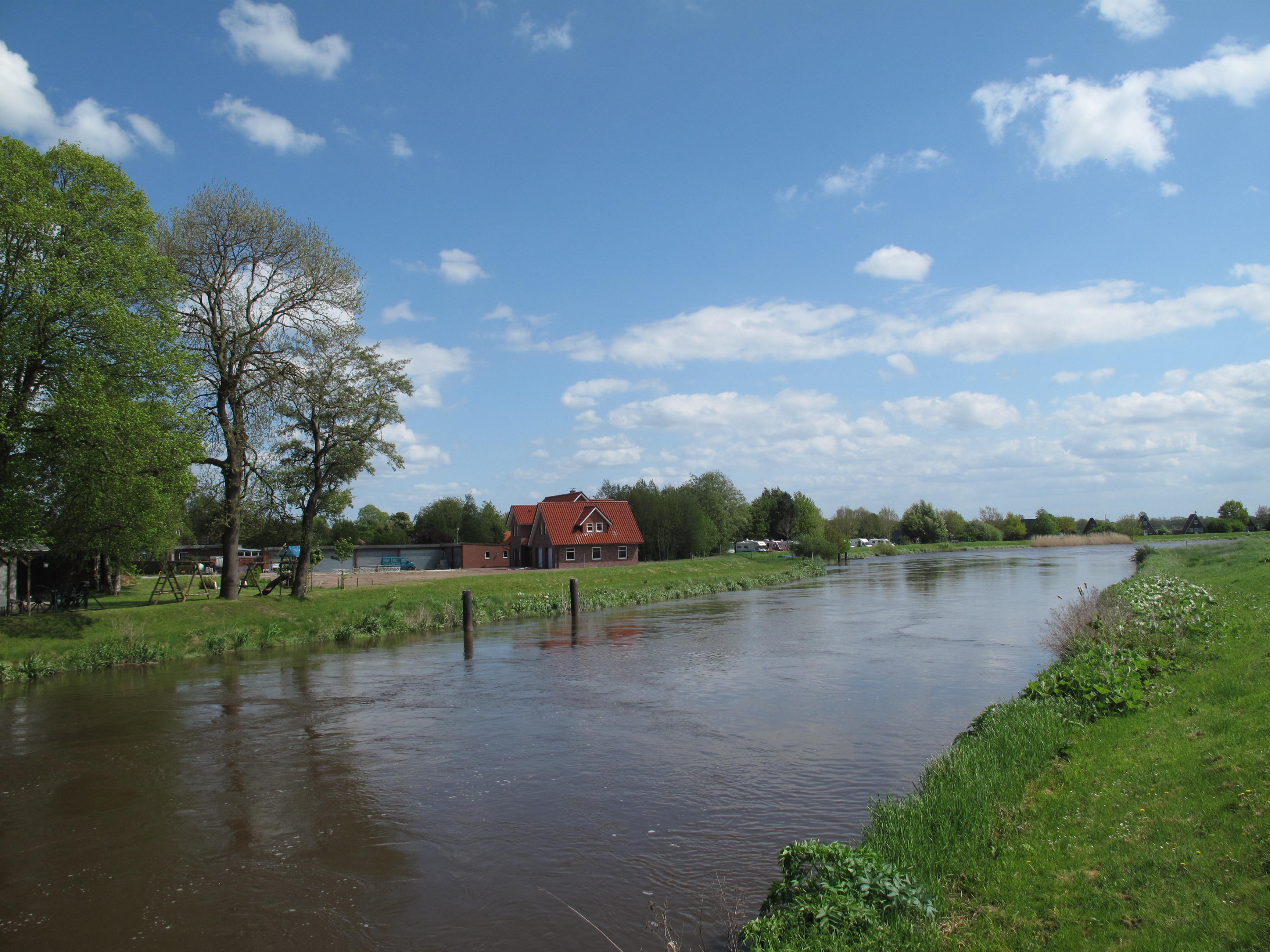
De Jümme bij Stickhausen

De spoorlijn Oldenburg - Leer loopt langs Stickhausen. Daar ligt, wat de Duitse spoorwegen een Betriebsbahnhof noemen. Treinen stoppen daar alleen, als over het éénsporige traject een trein uit de andere richting moet passeren, die voorrang heeft, of als ze door technische problemen of iets dergelijks om veiligheidsredenen niet verder kunnen rijden. Reizigers mogen er niet in- of uitstappen, en het laden en lossen van goederenwagons is er ook niet toegestaan.

## Economie
Zie Samtgemeinde Jümme.

## Geschiedenis
De Slag om Detern (zie ook: Schieringers en Vetkopers) vond plaats op 27 september 1426. Detern lag toen op de grens tussen Oost-Friesland en het Graafschap Oldenburg. In deze slag overwon een Oostfries boerenleger, geleid door Focko Ukena en de later, in 1433, gesneuvelde hoofdeling Sibet Lubben van Rüstringen het met de hoofdeling Ocko II tom Brok geallieerde leger van de Oldenburgers, de aartsbisschop van Bremen en het Graafschap Hoya, het Graafschap Diepholz en het Graafschap Tecklenburg. Dit leger had het beleg voor Detern geslagen.
Focko Ukena - ooit een vazal van Ocko – versloeg het verenigde Bremer/Oldenburger ridderleger vernietigend, nadat graaf Diederik van Oldenburg zijn bondgenoten in de loop van de veldslag verliet. De graven Johan van Rietberg, de tweede zoon van  Otto II van Rietberg, en Koenraad X van Diepholz sneuvelden daarbij, en aartsbisschop Nicolaas van Oldenburg-Delmenhorst werd gevangen genomen. Deze kwam echter na onderhandelingen met de stadsraad van Bremen weer vrij.
Tussen 1432 en 1435 werd de Burg Stickhausen gebouwd door de graaf van Oldenburg om zijn handelsroutes veilig te stellen tegen de Oostfriezen en de Münstersen. Rondom de burcht ontstond langs de rivier Jümme het dorp Stickhausen. Dorp en burcht Stickhausen hadden tijdens de Dertigjarige Oorlog (1618-1648) veel te lijden. Weliswaar vonden er geen gevechtshandelingen plaats, maar wel was er drie maal sprake van een bezetting door, dan wel inkwartiering van soldaten, hetgeen voor de burgerbevolking armoede en gevaar van plundering met zich meebracht.
De laaggelegen gemeente had tot circa 1950 regelmatig te kampen met overstromingen, o.a. wanneer in de winter of de lente de Leda of de Jümme buiten haar oevers trad. In 1954 kwam de stormvloedkering in de Leda, het Ledasperrwerk bij Leer gereed. Het hield bij de laatste grote stormvloed van 1962 stand.

## Bezienswaardigheden

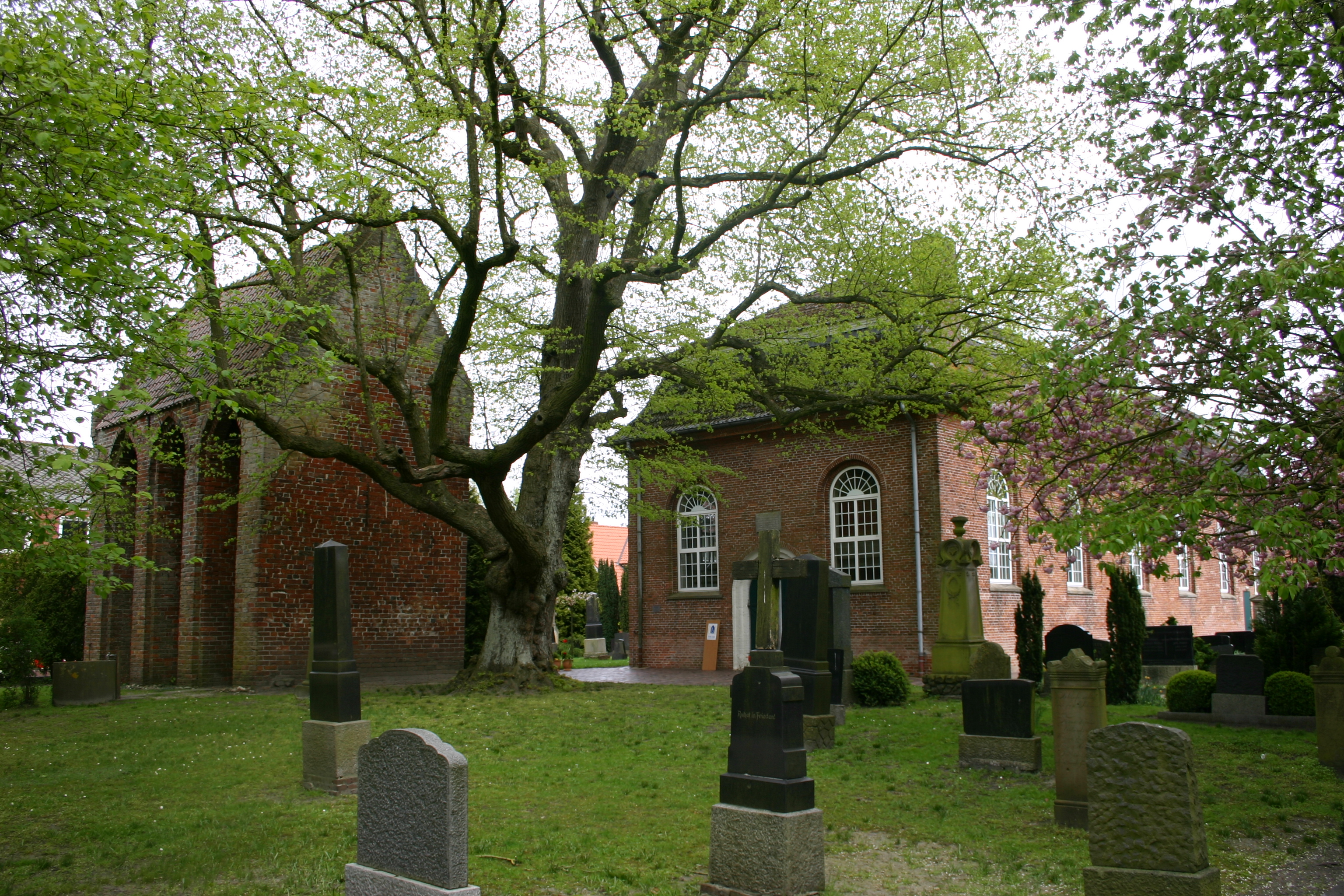
De kerk van Detern
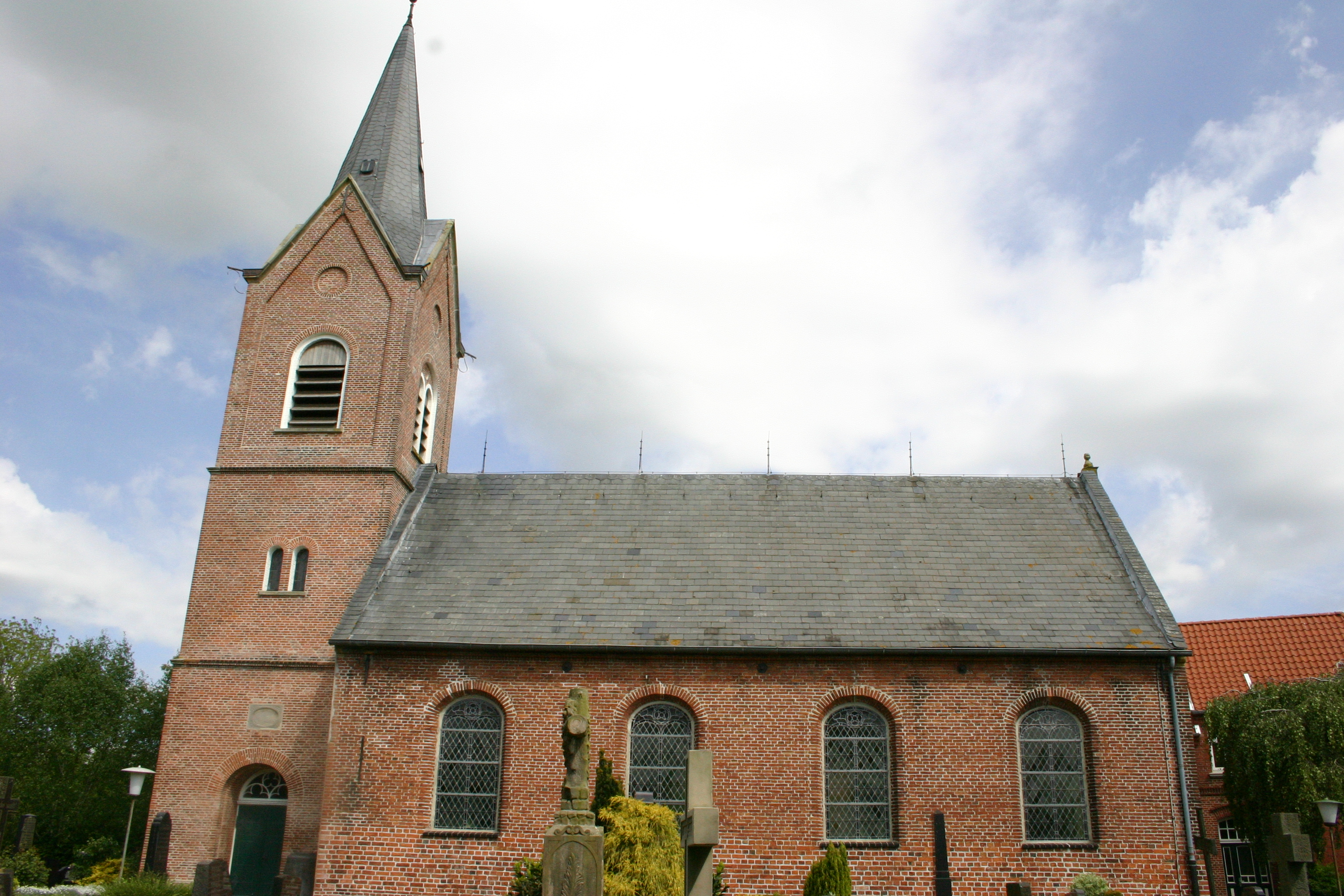
De kerk van Amdorf
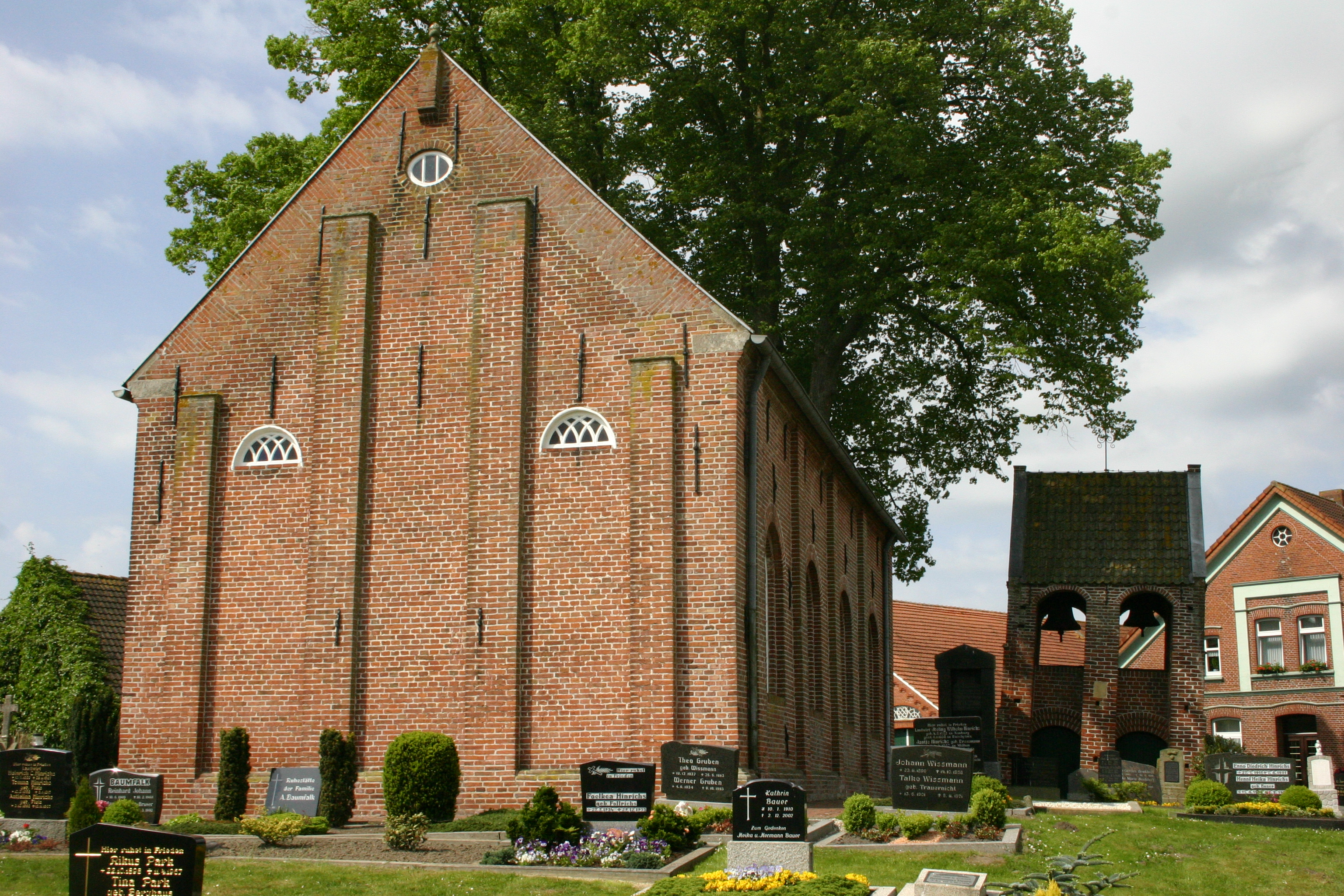
De kerk van Neuburg
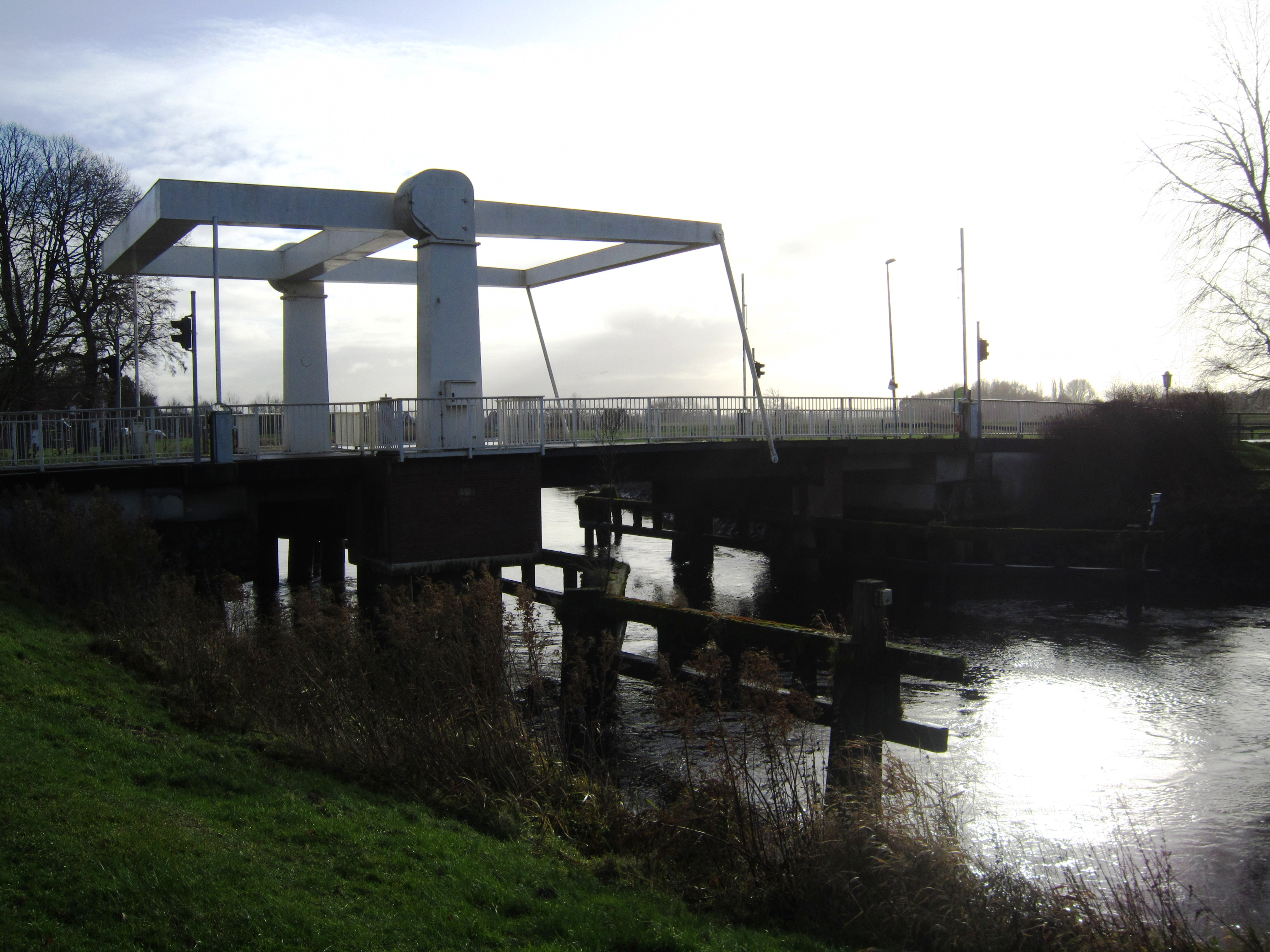
Brug over de rivier de Jümme bij Stickhausen
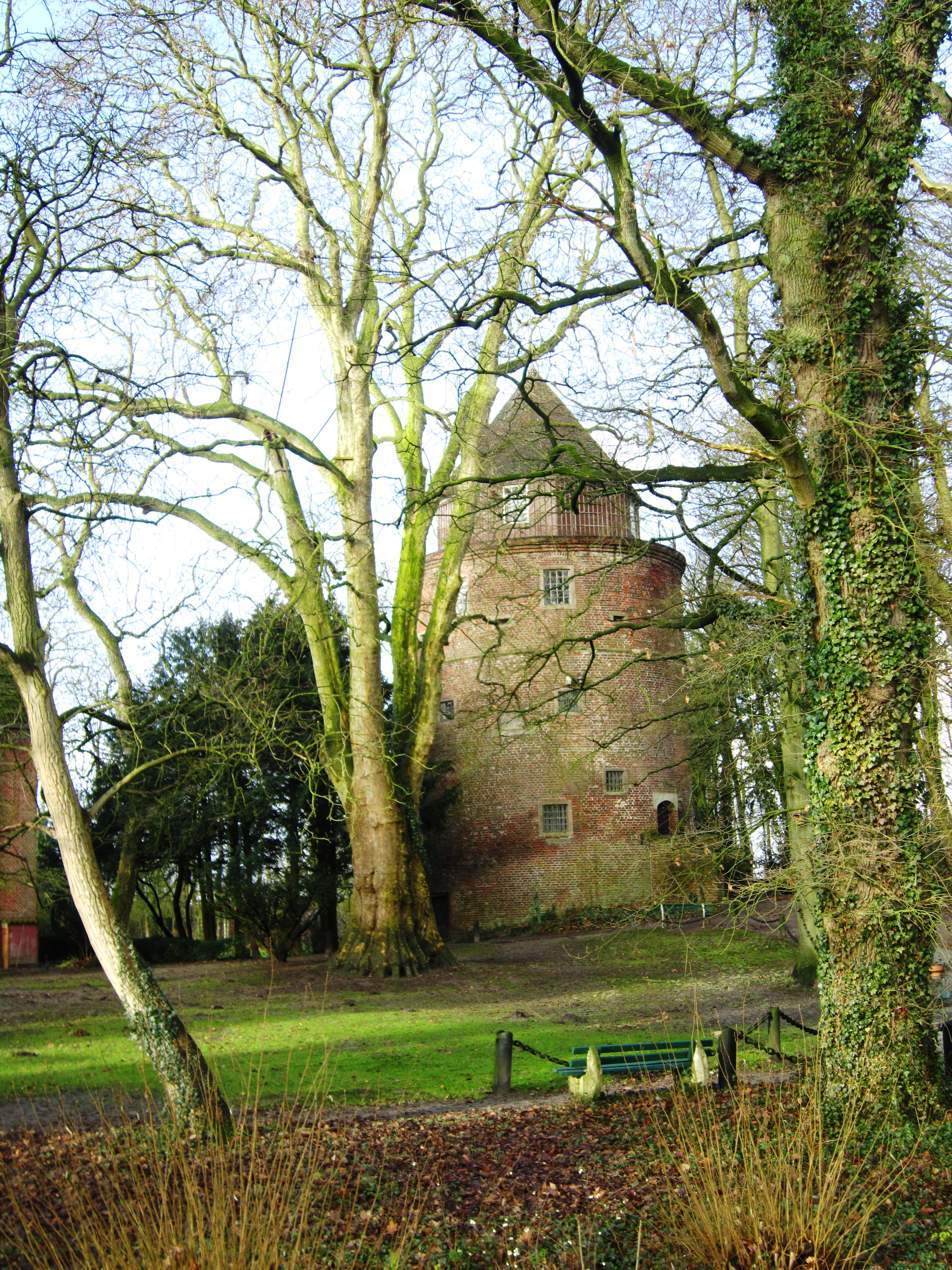
De kasteeltoren van Burg Stickhausen

- De kerk van Amdorf
- De Stefanus- en Bartholomeuskerk van Detern
- De kerk van Neuburg
- In 1498 voltooide ronde toren, restant van de burcht van Stickhausen; in het interieur een bescheiden streekmuseum
- De Samtgemeinde Jümme tracht het toerisme te bevorderen door de kanosport op de vele wateren te promoten. Verder zijn er talrijke, ook meerdaagse, fietsroutes uitgezet.

- Gemeinsame Normdatei: 4422440-0
- Library of Congress Control Number: n88019968
- Nationale Bibliotheek van Israël: 987007567214705171
- Virtual International Authority File: 134968884

Hoofdstad: Leer
Overige eenheidsgemeenten: Borkum · Bunde · Jemgum (Jemmingen) · Moormerland · Ostrhauderfehn · Rhauderfehn · Uplengen · Weener · Westoverledingen
Samtgemeinden: Samtgemeinde Hesel · Samtgemeinde Jümme
Gemeenten: Brinkum · Detern · Filsum (hoofdplaats Samtgemeinde Jümme) · Firrel · Hesel (hoofdplaats Samtgemeinde Hesel) · Holtland · Neukamperfehn · Nortmoor · Schwerinsdorf
Gemeentevrij gebied: Lütje Hörn (onbewoond eiland, 0,31 km²)